# Blechnum acanthopodum
Blechnum acanthopodum är en kambräkenväxtart som beskrevs av T. C. Chambers och P. A. Farrant. Blechnum acanthopodum ingår i släktet Blechnum och familjen Blechnaceae. Inga underarter finns listade.